# Mucche alla riscossa
Mucche alla riscossa (Home on the Range) è un film d'animazione del 2004 diretto da Will Finn e John Sanford. È prodotto da Walt Disney Feature Animation e uscito negli Stati Uniti il 2 aprile 2004, distribuito dalla Walt Disney Pictures. È il 45º Classico Disney. Il titolo originale è una citazione della popolare canzone country Home on the Range.
Ambientato nel vecchio West, il film è incentrato su un bizzarro trio di vacche da latte - la sfacciata e avventurosa Maggie, la compassata e corretta Mrs. Calloway e la svampita e spensierata Grace - che devono catturare un famigerato ladro di bestiame, per la sua taglia, al fine di salvare la loro idilliaca fattoria dal pignoramento.

## Trama
Maggie è una mucca che vive  al Dixon Ranch. Ma un giorno, il malvagio e crudele fuorilegge Alameda Slim, assieme ai suoi tre nipoti, i fratelli Willie Phil, Gil e Bill, arriva e ruba tutto il resto del bestiame di Abner Dixon, il proprietario, per poi sparire senza lasciar traccia. Non potendo più tenerla con sé, Dixon vende Maggie a Pearl, una donna gentile e anziana, che gestisce una fattoria chiamata "Angolo di Paradiso". Lì Maggie conosce altre due mucche: la seria e corretta Mrs. Calloway e la svampita e spensierata Grace, e il resto degli animali di Pearl, che la donna vede e tratta come la propria famiglia.
Un giorno, lo sceriffo Sam Brown arriva a casa di Pearl, avvisandola che la banca sta facendo il giro dei debitori a causa di una serie di fallimenti nelle altre fattorie che sono state vendute e le dice che ha tre giorni di tempo per pagare alla banca 750 dollari, altrimenti la sua fattoria sarà messa all'asta e gli animali verranno venduti. Sentendo ciò, Maggie suggerisce alle altre mucche della fattoria ad andare in città per tentare di vincere un premio in denaro ad una fiera, siccome in passato è stata  vincitrice di numerosi concorsi. Le mucche vanno in città, finendo accidentalmente in un saloon dopo aver scambiato i suoni per una sparatoria, da cui vengono cacciate in malo modo, perché gli animali non sono ammessi. Nel frattempo, un cacciatore di taglie di nome Rico porta allo sceriffo un criminale  e raccoglie la ricompensa. Affermando di aver bisogno di un nuovo cavallo per catturare Alameda Slim mentre il suo si riposa, Rico prende Buck, il cavallo dello sceriffo, che lo ammira profondamente. Nello stesso momento, Maggie scopre che la ricompensa per la cattura di Slim è esattamente di 750 dollari, quindi propone alle altre vacche di andare a cercare Alameda Slim per catturarlo in modo che possano salvare Angolo di Paradiso.
Quella notte, le tre mucche si nascondono in un branco di tori del Texas, ma improvvisamente arriva Alameda Slim. Prima che una di loro possa fare qualcosa, Slim inizia un canto yodel che fa andare tutti i bovini in uno stato di trance che li induce a ballare pazzamente e a seguirlo ovunque vada. Ma Grace, essendo l'unica mucca immune al canto, riesce a far riportare alla ragione Maggie e Mrs. Calloway, poco prima che Slim chiuda il sentiero dietro di lui con una frana per fermare Rico e i suoi uomini.
Mentre Rico discute con i suoi uomini sulla sua prossima mossa, Buck inizia a parlare con Maggie, Grace e Mrs. Calloway come vecchi amici e mimando alcune azioni. In questo modo però, Rico pensa che Buck abbia paura delle mucche, così fa rimandare il cavallo allo sceriffo. Subito dopo, Buck fugge via, determinato a catturare Slim da solo per poter dimostrare il suo valore. Intanto, Maggie, Grace e Mrs. Calloway seguono le sue tracce, ma a causa di una bravata del cavallo e di un temporale, rimangono indietro. Mentre si riparano tutte e tre dalla pioggia in una grotta, Maggie e Mrs. Calloway litigano. Mrs. Calloway dice con rabbia a Maggie di esser stata una disgrazia per la loro fattoria e quest'ultima conclude che una volta che avrà svolto quel compito, se ne andrà per la propria strada.
La mattina dopo, alla fine del temporale, le mucche incontrano un coniglio con una zampa di legno di nome Lucky Jack, che come Maggie, ha perso la sua casa per colpa di Alameda Slim, la Miniera dell'Eco, dopo che il fuorilegge e i suoi nipoti hanno cacciato fuori lui e gli altri conigli per usarla come covo. I quattro animali stringono amicizia, dopodiché iniziano a fare squadra. Quella sera, una volta arrivati a destinazione, escogitano un piano per catturare il ladro di bestiame, legandolo nel carrello della miniera e stordendolo con una padella nel caso in cui provasse a chiamare aiuto. Per evitare che Maggie e Mrs. Calloway vengano nuovamente ipnotizzate dallo yodel di Slim, Grace stacca dei ciuffi di coda a Jack e li attacca alle loro orecchie.
Alla miniera, Slim rivela di aver rubato tutto il bestiame dai suoi ex clienti per ripicca, siccome lavorava per le fattorie più prestigiose, ma veniva licenziato continuamente. Inoltre, quando i suoi ex clienti non possono più sostenere la loro terra, egli la compra quando viene messa all'asta assumendo l'identità del rispettabile signor Yancy O'Del, utilizzando il denaro che ottiene dalla vendita del bestiame rubato.
Dopo l'arrivo al covo di Slim, le mucche riescono a catturarlo, ma all'alba del terzo giorno, una volta lasciata la miniera, il furfante le ferma, rivelando che Rico è al suo soldo. Quindi indossa il suo costume da O'Del e fugge per andare a partecipare all'asta. Appena scopre che il suo idolo è cattivo, Buck si ribella a Rico e aiuta le mucche a metterlo fuori combattimento assieme ai Willie e insieme liberano tutto il bestiame rubato, dopodiché rubano e si mettono alla guida del treno per raggiungere la fattoria. Le mucche riescono a fermare Slim poco prima che possa comprare la fattoria e a metterlo fuori combattimento con l'aiuto degli altri animali. Slim viene legato, imbavagliato e arrestato dallo sceriffo che afferma che il denaro della ricompensa non può essere utilizzato dalle  mucche e così lo cede a Pearl, che può così salvare la sua fattoria.
Mentre tutti festeggiano, Grace e Mrs. Calloway si accorgono che Maggie non c'è più: in realtà, Maggie si era allontanata solo per mangiare qualcosa. Sentendo le parole sincere delle amiche, Maggie decide a quel punto di rimanere per sempre ad Angolo di Paradiso, e Mrs. Calloway approva felicemente, a patto che "sia solo lei a portare il cappello".

## Personaggi
- Maggie: è la mucca protagonista del film. Una volta apparteneva al Signor Dixon e ha vinto molti trofei, ma dopo che Alameda Slim ruba tutte le altre mucche di Dixon, il suo vecchio proprietario è costretto a venderla alla fattoria di Pearl. Ha una personalità spavalda e testarda e spesso agisce senza pensare, ma nonostante ciò è coraggiosa e determinata nel raggiungere i suoi obiettivi. Grazie alla sua ironia e stravaganza si guadagna in fretta il rispetto e l'affetto degli animali di Angolo di Paradiso ed è disposta a tentare l'impossibile per salvare la sua nuova famiglia e la sua nuova casa. Prova risentimento verso Slim per averle portato via la propria famiglia e il ranch ed è anche per questo motivo che lo vuole catturare oltre che per intascare i soldi necessari per salvare la fattoria Angolo di Paradiso.
- Mrs. Calloway: è la governante della fattoria. Corretta, seria ed estremamente ligia al dovere e al buon senso, è spesso contraria alle idee della testarda Maggie e non vuole mai assecondare i suoi piani che ritiene folli e senza possibilità di successo. Resta comunque coinvolta in essi perché convinta o costretta. Infatti le due mucche battibeccheranno per gran parte del film, ma alla fine a seguito delle loro avventure, diventa un po' più determinata a tentare e dopo che riusciranno a salvare la fattoria e ad assicurare Slim alla giustizia grazie a Maggie metteranno da parte le loro divergenze. Una gag ricorrente è che Mrs. Calloway va su tutte le furie ogni volta che perde (o che Maggie le fa perdere) il suo cappello.
- Grace: una mucca spensierata, pacifista e svampita; le piace cantare sebbene sia terribilmente stonata (fonte di comicità è la sua voce stridula che infastidisce Maggie e attira persino gli avvoltoi). È l'unica mucca immune allo yodel di Slim, proprio perché non ha orecchio per la musica. A differenza di Mrs. Calloway, fa subito amicizia con Maggie e non ha problemi a seguirla nella caccia a Slim.
- Buck: è il cavallo dello sceriffo. Esibizionista, infantile, arrogante e sognatore. È annoiato dalla monotona vita cittadina col suo padrone e desidera ardentemente fare da cavalcatura ad un eroe del Far West e andare a caccia di banditi. Inizialmente si dimostra molto egoista ed insensibile di fronte al dolore per l'imminente vendita della fattoria e non va d'accordo con le tre mucche che cerca di ostacolare in tutti i modi, perché vuole essere lui a catturare Slim. Ha una grande ammirazione per Rico ed è al settimo cielo quando viene scelto dal cacciatore di taglie come destriero, ma quando scopre la verità su di lui, rimane profondamente deluso e scopre che un vero eroe non è chi acciuffa i banditi ma solo chi fa la cosa giusta, quindi libera le tre mucche e mette K.O. i fratelli Willie. Essendo ormai maturato diventa amico delle protagoniste.
- Lucky Jack: è un coniglio con una zampa di legno. Come Maggie anche lui prova rancore verso Alameda Slim, perché molti anni prima, sia lui che la sua comunità di conigli vivevano nella vecchia miniera, ma poi il criminale, per farne il proprio covo, li cacciò via. Conduce le mucche al covo di Slim e le aiuta ad assicurarlo alla giustizia. Alla fine si trasferisce ad Angolo di Paradiso.
- Alameda Slim: Antagonista principale del film, è un ladro di bestiame che ipnotizza le mucche con il suo caratteristico yodel in modo che lo seguano al suo covo, una miniera abbandonata. In seguito le rivende e, con i soldi guadagnati, compra le fattorie sotto l'identità del signor Yancy O'Del, quando queste, andando in fallimento per la mancanza di bestiame, vengono messe all'asta. Slim non ruba solo per arricchirsi, ma anche per vendetta: una volta lavorava in molte fattorie, ma venne continuamente licenziato (forse a causa del suo yodel), così adesso ruba il bestiame e compra le fattorie di tutto il Texas. Alla fine e, dopo essere stato smascherato da Mrs. Calloway che lo intrappola nel comignolo della locomotiva del treno di Wesley, viene sconfitto da Grace che, per farlo tacere, gli lancia un campanaccio in bocca e viene arrestato dallo sceriffo Sam.
- Rico: Antagonista secondario del film, all'apparenza sembra un cacciatore di taglie che acciuffa i fuorilegge, ma in realtà è un freddo mercenario interessato solo ai soldi, che Slim paga per cancellare tutte le prove che possano incriminarlo. Alla fine viene sconfitto da Mrs. Calloway.
- Wesley: è un avido e losco uomo d'affari che compra e rivende al mercato nero il bestiame rubato da Slim. Alla fine verrà sconfitto da Buck.
- Fratelli Willie: Sono i tre fratelli gemelli nipoti di Slim; aiutano lo zio a rubare il bestiame, però sono molto imbranati e stupidi (non riconoscono nemmeno Slim travestito da O'Del), e la loro stupidità spesso irrita il loro zio. Alla fine del film vengono messi K.O. da Buck.
- Pearl Gesner: è l'anziana e amorevole proprietaria della fattoria Angolo di Paradiso e vuole bene a tutti i suoi animali, che considera la sua famiglia.
- Abner Dixon: è il gentilissimo e generoso proprietario del suo ranch di famiglia che portava Maggie alla nuova fattoria Angolo di Paradiso.
- Sceriffo Sam Brown: è l'anziano sceriffo della città e proprietario di Buck.
- Junior: è un bisonte di proprietà di Slim e accompagna il padrone nei suoi furti, ma, nonostante ciò, è raffigurato come personaggio neutro: fa solamente il suo lavoro ed è gentile con le mucche. Alla fine quando Slim viene arrestato, Junior, insieme a Barry e Bob, si trasferisce alla fattoria.
- Barry e Bob: sono due tori che fanno parte della mandria rubata da Slim. Cercano in continuazione di flirtare con le tre mucche, ma sono un po' lenti di comprendonio. Alla fine si trasferiranno insieme a Junior nella fattoria.
- Rusty: cane dello sceriffo e grande amico di Buck.
- Jeb: un caprone che vive ad Angolo di Paradiso dentro un barile e che colleziona barattoli. È scorbutico, prepotente e iperprotettivo verso i suoi barattoli. Entra spesso in conflitto con gli altri animali della fattoria (specialmente con i tre maialini), con i quali a volte sa anche essere premuroso e altruista.
- Ollie: un maiale che vive ad Angolo di Paradiso con la moglie e i suoi tre figli. È un gran motivatore e ha fiducia nelle mucche.
- Audrey: una gallina padovana che vive ad Angolo di Paradiso con altre galline e diversi pulcini. Tende spesso ad agitarsi.

## Produzione
Prima dell'uscita del film, la Disney dichiarò che sarebbe stato l'ultimo Classico Disney prodotto in animazione tradizionale. Anche se i film d'animazione della Disney avevano avuto alcuni effetti generati al computer per molti anni, la Disney annunciò l'intenzione di spostarsi interamente all'animazione al computer dopo Mucche alla riscossa, a partire da Chicken Little - Amici per le penne (2005), e licenziò la maggior parte del suo dipartimento di animazione. Dopo che la società acquisì la Pixar all'inizio del 2006 i nuovi dirigenti John Lasseter e Ed Catmull decisero di far rivivere l'animazione tradizionale, e annunciarono il film d'animazione in 2D La principessa e il ranocchio. Tuttavia, Mucche alla riscossa fu l'ultimo Classico Disney ad utilizzare il sistema CAPS, che era stato utilizzato pienamente per la prima volta in Bianca e Bernie nella terra dei canguri.
Il film iniziò la pre-produzione dopo l'uscita di Pocahontas nel 1995. Nell'agosto 2000 il film venne annunciato come Sweating Bullets e previsto per un'uscita nell'autunno 2003. Il titolo venne cambiato in Home on the Range nell'aprile 2002. Questo film era originariamente previsto per l'uscita nel novembre 2003, ma i problemi di sceneggiatura e di produzione costrinsero la Disney a scambiare le date di uscita con Koda, fratello orso (originariamente in programma per la primavera 2004) nel dicembre 2002. Lo studio ruppe anche la propria tradizione di distribuire grandi film al Ringraziamento o nelle vacanze estive (per massimizzare il pubblico familiare), facendolo uscire il 2 aprile.

## Colonna sonora

### Album
La colonna sonora contiene le canzoni scritte da Alan Menken e Glenn Slater, ed eseguite da K.D. Lang, Randy Quaid, Bonnie Raitt, Tim McGraw e The Beu Sisters, insieme alla musica strumentale composta da Menken. L'album è stato pubblicato il 30 marzo 2004 dalla Walt Disney Records.

#### Tracce
1. "Lascia la prateria" - Coro
2. "Un posto speciale" - Renata Fusco
3. "Grazie allo jodel" - Saverio Indrio, Augusto Giardino, Mirko Pontrelli e Stefano Rinaldi, con la partecipazione dello jodel di Randy Newman.
4. "Il sole risplenderà" - Renata Fusco
5. "Lascia la prateria - Reprise" - Coro
6. "Wherever The Trail May Lead" - Tim McGraw
7. "Anytime You Need A Friend" - The Beu Sisters
8. "Mucche in città/La canzone del saloon" (strumentale)
9. "Nella fattoria" (strumentale)
10. "Cattive notizie" (strumentale)
11. "Il giorno dopo la tempesta" (strumentale)
12. "Mucche alla riscossa (strumentale)
13. "Buck" (strumentale)
14. "La fattoria è salva/Un posto speciale - Finale" (strumentale)
15. "Anytime You Need a Friend" - Alan Menken

## Distribuzione

### Data di uscita
Le date di uscita internazionali sono state:
- 2 aprile 2004 negli Stati Uniti
- 28 maggio in Polonia (Rogate ranczo)
- giugno in Nuova Zelanda
- 16 giugno nelle Filippine
- 17 giugno a Singapore
- 7 luglio in Bahrein
- 8 luglio in Argentina (Vacas vaqueras) e Cile
- 9 luglio in Brasile (Nem Que a Vaca Tussa)
- 21 luglio in Belgio (La ferme se rebelle) e nei Paesi Bassi (Paniek op de prairie)
- 22 luglio in Israele
- 23 luglio in Messico e a Panama
- 28 luglio in Francia (La ferme se rebelle)
- 29 luglio in Ungheria (A legelő hősei)
- 5 agosto in Portogallo (O Paraíso da Barafunda)
- 6 agosto in Spagna, Regno Unito, Irlanda e Corea del Sud
- 12 agosto a Hong Kong
- 13 agosto in Islanda
- 19 agosto in Libano
- 2 settembre in Austria (Die Kühe sind los!), Repubblica Ceca (U nás na farme) e Germania (Die Kühe sind los!)
- 3 settembre in Svizzera, Norvegia (Q-gjengen) e Italia
- 4 settembre in Giappone
- 9 settembre in Slovenia
- 16 settembre in Australia
- 24 settembre in Estonia (Lehmabande), Finlandia (Lehmäjengi), Grecia (Mia treli, treli farma) e Svezia (Kogänget)
- 1º ottobre in Danimarca (De frygtløse - the Muuhvie)
- 8 ottobre in Turchia (Kahraman inekler)
- 16 aprile 2005 in Emirati Arabi Uniti
- 15 giugno in Kuwait

### Edizione italiana
Il doppiaggio italiano venne eseguito dalla Royfilm e diretto da Leslie La Penna su dialoghi di Manuela Marianetti. I testi delle canzoni sono di Lorena Brancucci, e la direzione musicale è di Ermavilo.

### Edizioni home video

#### VHS
La prima e unica edizione VHS del film uscì in Italia il 16 novembre 2004.

#### DVD
La prima edizione DVD del film uscì in Italia il 16 novembre 2004. Il 4 novembre 2015 torna ad essere disponibile all'interno della raccolta I Classici Disney, nuovamente in edizione a disco singolo.

##### I tre porcellini
I tre porcellini (A Dairy Tale) è un cortometraggio animato di tre minuti, incluso come contenuto speciale nel DVD del film. Il corto, diretto dai registi del film, vede Mrs. Calloway raccontare la storia de I tre porcellini, venendo però interrotta da Maggie, Grace, Buck, Jeb, Ollie e Audrey che la raccontano a modo loro. I personaggi appaiono in uno stile super deformed simile a quello delle illustrazioni di un libro per bambini.

#### Blu-ray
La prima edizione BD del film è uscita in Italia il 9 aprile 2014. Il film è stato adattato all'aspect ratio 1.78:1. I due contenuti speciali inclusi sono i medesimi dell'edizione DVD.

## Accoglienza

### Incassi
Con un budget di circa 110 milioni di dollari, ne incassò solo 145.5. Il film non riuscì ad ottenere un gran successo commerciale, a seguito di una lunga serie di delusioni al botteghino prodotte dalla Disney all'epoca, tra cui Atlantis - L'impero perduto (2001) e Il pianeta del tesoro (2002).

### Critica
Su Rotten Tomatoes il 52% dei critici hanno dato recensioni positive, basato su 129 recensioni. Il consenso generale del sito è: "Anche se Mucche alla riscossa è simpatico e può svagare i bambini, è uno dei titoli più mediocri della Disney, con immagini sgargianti e una trama noiosa". Secondo Metacritic, la valutazione media del film è di 50/100, sulla base di 30 recensioni. Gli utenti hanno dato al film un punteggio di approvazione del 4,2/10 sulla base di 12 voti.